# Lipat Kain Utara
Lipat Kain Utara is een bestuurslaag in het regentschap Kampar van de provincie Riau, Indonesië. Lipat Kain Utara telt 1856 inwoners (volkstelling 2010).